# Rajeev Misra
Rajeev Misra, född 18 januari 1962 i Indien.
Rajeev Misra utbildade sig i maskinteknik på Indian Institute of Technology i New Delhi i Indien, på University of Pennsylvania i USA med en kandidatexamen i maskinteknik och en magisterexamen i datorteknik, samt med en magisterexamen i företagsekonomi vid Sloan School of Management vid Massachusetts Institute of Technology (MIT) i Cambridge i Massachussetts i USA.
Han arbetade på Merrill Lynch 1988–1996 och var direktör vid Deutsche Bank i London 1997–2001 och chef för dess kreditverksamhet på tillväxtmarknader 2001–2009. Åren 2009–2014 var han anställd vid UBS
Rajeev Misra blev styrelseledamot i Softbank Group Corporation 2017 och chef för dess Softbank Investment Advisors, som, tillsammans med Masayoshi Son, styr Vision Fund.